# Rieweis
Rieweis ist eine Ortschaft und eine Katastralgemeinde der Gemeinde Echsenbach im Bezirk Zwettl in Niederösterreich.

## Geschichte
Laut Adressbuch von Österreich waren im Jahr 1938 in Rieweis ein Viehhändler und mehrere Landwirte ansässig.

## Siedlungsentwicklung
Zum Jahreswechsel 1979/1980 befanden sich in der Katastralgemeinde Rieweis insgesamt 29 Bauflächen mit 14.039 m² und 14 Gärten auf 8.079 m², 1989/1990 gab es 36 Bauflächen. 1999/2000 war die Zahl der Bauflächen auf 81 angewachsen und 2009/2010 bestanden 43 Gebäude auf 82 Bauflächen.

## Bodennutzung
Die Katastralgemeinde ist landwirtschaftlich geprägt. 190 Hektar wurden zum Jahreswechsel 1979/1980 landwirtschaftlich genutzt und 20 Hektar waren forstwirtschaftlich geführte Waldflächen. 1999/2000 wurde auf 188 Hektar Landwirtschaft betrieben und 21 Hektar waren als forstwirtschaftlich genutzte Flächen ausgewiesen. Ende 2018 waren 186 Hektar als landwirtschaftliche Flächen genutzt und Forstwirtschaft wurde auf 22 Hektar betrieben. Die durchschnittliche Bodenklimazahl von Rieweis beträgt 27,8 (Stand 2010).